# Petronio Arbitro
(Petronio Arbitro)
Gaio Petronio Arbitro, a volte citato come Tito Petronio Nigro e conosciuto anche semplicemente come Petronio (in latino Gaius Petronius Arbiter; Massalia, 27 circa – Cuma, 66) è stato uno scrittore e politico romano famoso durante il principato di Nerone e presunto autore del Satyricon.

## Biografia e opere
Basandosi su passi del Satyricon e su un riferimento fatto da Gaio Sollio Sidonio Apollinare, alcuni critici hanno ipotizzato che Petronio fosse nato a Massalia (Marsiglia) intorno al 27.

### La questione petroniana
Sebbene manchi una documentazione sicura, viene plausibilmente identificato con il Gaio Petronio di cui Tacito, nei suoi Annali, parla diffusamente:
Segue la descrizione della sua morte:
(Traduzione di A. Rindi, Milano 1965)

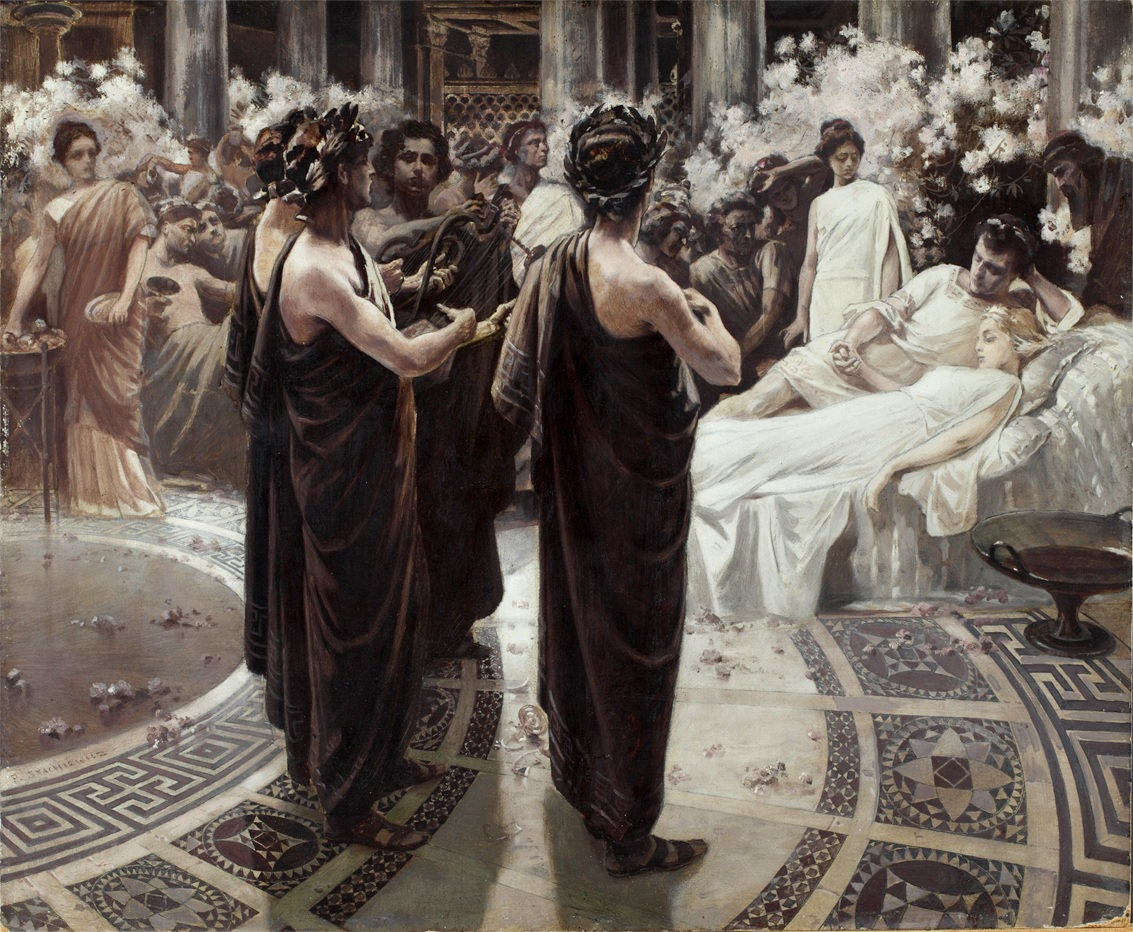
Piotr Stachiewicz, La morte di Petronio Arbitro. Illustrazione per il romanzo Quo vadis? di Henryk Sienkiewicz

Poche altre notizie aveva dato in precedenza Plinio il Vecchio, per il quale «il consolare Tito Petronio, in punto di morte, per odio di Nerone spezzò una tazza murrina che gli era costata 300.000 sesterzi, per evitare che la ereditasse la mensa imperiale», mentre Plutarco riprende da Tacito la notizia del testamento di Petronio indirizzato a Nerone, nel quale rinfacciava «ai dissoluti e agli scialacquatori grettezza e sudiciume, come Tito Petronio fece con Nerone».
Si tende a risolvere la discordanza del praenomen, Gaius (C.) in Tacito e Titus in Plinio e Plutarco, a favore del Titus, ritenendo il Gaius un errore di trascrizione d'un amanuense. Il Rose, in particolare, ritiene di identificare nello scrittore il Titus Petronius Niger che fu console suffetto nell'anno 62 o 63, e poi proconsole in Bitinia nel 64.
Morì nel 66 per suicidio, dopo che Tigellino lo accusò di essere coinvolto nella congiura di Pisone.
Né Tacito, tuttavia, né Plinio e Plutarco identificano esplicitamente il personaggio condannato da Nerone con l'autore del Satyricon: lo ipotizzarono per primi l'umanista Giuseppe Giusto Scaligero verso il 1570 e il tipografo e libraio di Orléans Mamert Patisson nel 1575. Le motivazioni addotte a favore di tale identificazione risiedono in una serie di motivi: in primo luogo, il cognomen «Arbiter», presente nei codici del romanzo, coincide con l'appellativo di «arbiter elegantiae» del cortigiano; l'esser morto in una sua villa a Cuma, in Campania, conferma, inoltre, la familiarità dello scrittore con questa regione, come si rileva nel romanzo; alcuni personaggi citati - il cantante Apelle, il citaredo Menecrate e il gladiatore Petraite - sono personaggi realmente vissuti nella prima metà del I secolo; la lingua, i riferimenti culturali e anche la situazione sociale che infine emergono dal romanzo rispecchiano i caratteri di quel periodo storico.

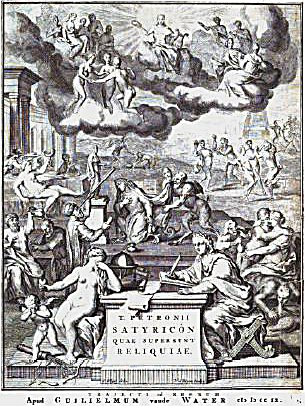
Frontespizio di un'edizione settecentesca del Satyricon

### IlSatyricon
Il capolavoro di Petronio (nonché sola opera giuntaci di lui) è il Satyricon, scritto nella metà del I secolo, durante l'impero di Nerone. Dell'opera, in almeno 16 libri, possediamo frammenti del libro XIV, l'intero XV (identificabile con la coena Trimalchionis), frammenti del libro XVI e sparse citazioni in altri autori. Infatti, cinque epigrammi vengono citati come petroniani da Fulgenzio Planciade, altri 14 da Scaligero, 10 da Binet e otto da Baehrens. L'opera era probabilmente molto lunga, e le vicende narrano di un giovane di nome Encolpio, e le sue avventure con un giovane, Gitone, di cui è innamorato.
- La prima parte narra del discorso tra Encolpio e un rètore, Agamennone e il loro discorso basato sulla decadenza dell'eloquenza;
- Dopo il discorso si ha una lite tra Encolpio e Ascilto, anche lui innamorato di Gitone, in una locanda; durante la lite, una sacerdotessa del dio Priàpo dice loro di aver violato i sacri misteri del dio, e li costringe a partecipare a un'orgia;
- Più avanti, tutti e tre andranno alla cena di Trimalchione, un ricchissimo liberto; la cena di Trimalchione occupa quasi la metà dei frammenti che sono giunti fino a noi. Nel corso della cena, Trimalchione mette in atto trovate spettacolari e grottesche sfoggiando le sue ricchezze.
- Dopo la cena si ha un'altra lite tra Encolpio e Ascilto, perché Gitone ha lasciato il primo per il secondo. Encolpio, offeso, si reca in una pinacoteca, dove il vecchio avventuriero Eumolpo lo vede osservare un quadro sulla presa di Troia, e gli dà una spiegazione in versi, la più lunga parte in versi di tutti i frammenti.
- Più avanti si ha un viaggio tra Encolpio, Gitone e Eumolpo, considerato da Encolpio come un possibile rivale nell'amore di Gitone; Eumolpo si presenta come padrone di due schiavi. Eumolpo lascia scritto nel testamento che i giovani potranno entrare in possesso dei suoi beni soltanto se ridurranno il suo corpo a brandelli e se ne nutriranno davanti al popolo;
- Il dio Priapo, in collera con Encolpio, lo rende impotente, e il povero ragazzo deve subire anche l'ira di una ricca amante che si crede disprezzata da lui.

Il genere del Satyricon viene spesso indicato col romanzo: questo richiede delle precisazioni. Non esiste un'opera classica che abbia le caratteristiche che corrispondano a quelle del romanzo moderno. Le caratteristiche simili sono le avventure e le peripezie dei giovani e un amore ostacolato da circostanze sfavorevoli e dalla presenza di rivali; ma non può essere considerato un romanzo in quanto non è scritto interamente in prosa. Il genere si pone quindi in uno stile simile a quello della satira menippea, in quanto è un misto di prosa e versi, e tende alla parodia letteraria ma, per la lingua e lo stile variegati, può essere collocato anche nell'ambito del realismo comico. È uno stile particolare, duttile, che si adatta alla situazione e al personaggio; il linguaggio prevalente è quello colloquiale, e si notano numerose differenze tra il modo di parlare di Encolpio, e quello dei suoi amici colti, cui si oppone il Sermo Vulgaris dei personaggi di basso rango, come Trimalchione, che è un linguaggio ricco di errori fonetici, morfologici e sintattici.

## Petronio nella cultura di massa

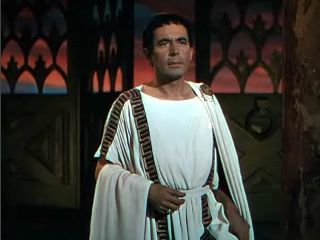
Leo Genn interpreta Petronio nel film Quo vadis del 1951

L'ironia e la raffinatezza che traspaiono dal ritratto di Tacito e, soprattutto, dal Satyricon hanno avuto molto successo soprattutto nel periodo del Decadentismo, come prototipo del personaggio di esteta edonista dei tempi antichi. Marcel Schwob, ad esempio, consacra a Petronio un ritratto fittizio nelle sue Vies imaginaires (1896). Secondo lo scrittore francese, Petronio non si sarebbe suicidato dopo essere stato vittima dell'odio di Tigellino, ma sarebbe fuggito con il suo schiavo Sylus. Prima, e verso i trent'anni, Petronio, avido di questa diversa libertà, iniziò a scrivere il Satyricon, la storia di schiavi erranti e debosciati, di cui riconobbe i costumi con la trasformazione del lusso e le loro idee e linguaggi attraverso i festini brillanti.

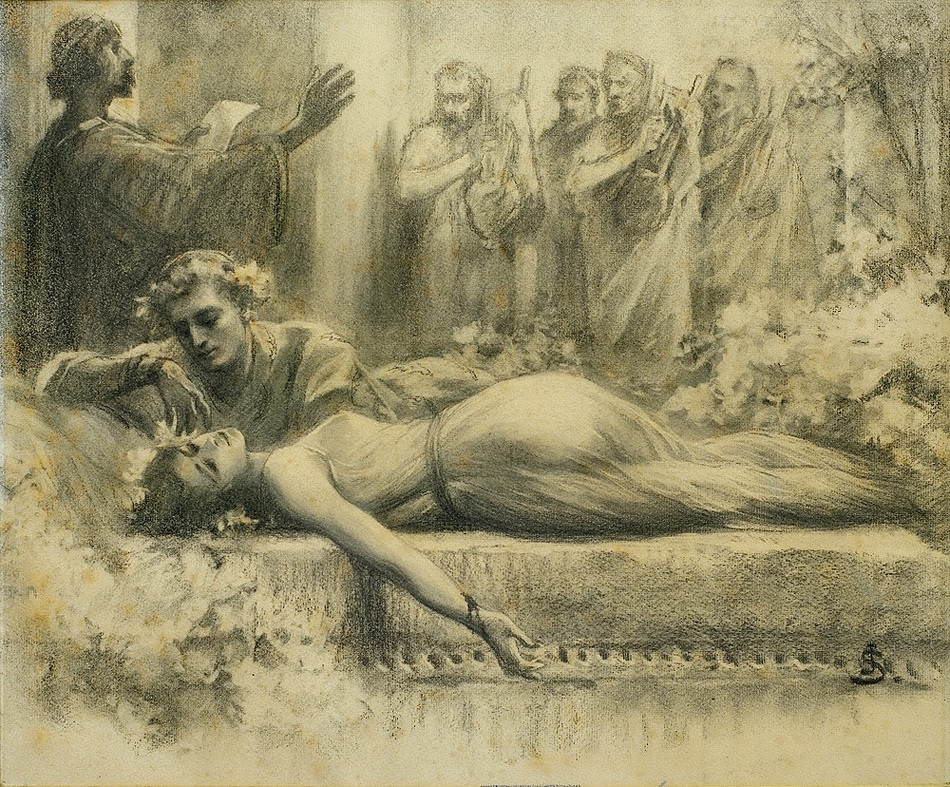
Illustrazione del 1903 della morte di Petronio nel Quo vadis?

Petronio è anche il nome di uno dei personaggi principali del romanzo Quo vadis? dello scrittore Henryk Sienkiewicz, ovvero lo zio di uno dei protagonisti, Vinicio (che è invece un personaggio immaginario). Sienkiewicz descrive l'"arbiter elegantiae" come un personaggio complesso: eccentrico, raffinato, ironico, pronto ad aiutare Vinicio e Licia, ma anche distaccato e indifferente; un uomo colto e astuto che si diverte ad adulare Nerone beffandosi segretamente di lui, e ad umiliare Tigellino, evitando però di prendere apertamente posizione contro di loro. Si suiciderà con l'amata schiava Eunice per sfuggire alla repressione neroniana. Lo scrittore immagina anche le parole di scherno che avrebbe messo nell'ultimo messaggio inviato a Nerone da Petronio, messaggio di cui accenna Tacito; egli afferma che peggio dei delitti e della tirannia del principe fu l'aver dovuto ascoltarlo recitare: 
(H. Sienkiewicz, Quo vadis?)
Nel 1970 la rivista d'arte americana Horizon compara Petronio a Fellini attraverso un articolo dello scrittore classicista americano Gilbert Highet. L'adattamento di Fellini del Satyricon, scrive in sostanza lo scrittore, ha creato il proprio «brutto spettacolo» (sic) del mondo pagano com'era ai tempi di Nerone suggerendo un collegamento con quello dell'alba degli anni Settanta del XX secolo. La visione di Petronio, a quanto aveva scritto Umberto Nottola nel suo Disegno storico della letteratura Romana, era quella di chi «volle morire da vero epicureo, com'era sempre vissuto, banchettando e scambiando con gli amici motti giocosi ed anche levia carmina et faciles versus».